# FA Cup 1982-1983
La FA Cup 1982-1983 è stata la centoduesima edizione della competizione più antica del mondo.
È stata vinta dal Manchester Utd, che nella ripetizione della finale batté il Brighton.

## Risultati

### Primo turno
| Squadra 1           | Totale | Squadra 2          | Andata | Ritorno |
| ------------------- | ------ | ------------------ | ------ | ------- |
| Aldershot           | 4 - 0  | Wimborne Town      | 4 - 0  | -       |
| Altrincham          | 2 - 1  | Rochdale           | 2 - 1  | -       |
| Blackpool           | 3 - 0  | Horwich RMI        | 3 - 0  | -       |
| Boston Utd          | 3 - 1  | Crewe Alexandra    | 3 - 1  | -       |
| Bournemouth         | 0 - 2  | Southend Utd       | 0 - 2  | -       |
| Bristol Rovers      | 1 - 0  | Wycombe            | 1 - 0  | -       |
| Carshalton Athletic | 2 - 4  | Barnet             | 2 - 4  | -       |
| Chesham Utd         | 0 - 1  | Yeovil Town        | 0 - 1  | -       |
| Chester City        | 2 - 4  | Northwich Victoria | 1 - 1  | 1 - 3   |
| Chesterfield        | 2 - 4  | Peterborough Utd   | 2 - 2  | 0 - 2   |
| Colchester Utd      | 0 - 2  | Torquay Utd        | 0 - 2  | -       |
| Darlington          | 0 - 1  | Scunthorpe Utd     | 0 - 1  | -       |
| Enfield             | 2 - 4  | Newport County     | 0 - 0  | 2 - 4   |
| Gillingham          | 1 - 0  | Dagenham           | 1 - 0  | -       |
| Halifax Town        | 0 - 1  | North Shields      | 0 - 1  | -       |
| Hartlepool Utd      | 3 - 0  | Lincoln City       | 3 - 0  | -       |
| Holbeach            | 0 - 4  | Wrexham            | 0 - 4  | -       |
| Huddersfield Town   | 1 - 0  | Mossley            | 1 - 0  | -       |
| Hull City           | 1 - 3  | Sheffield Utd      | 1 - 1  | 0 - 2   |
| Leyton Orient       | 4 - 1  | Bristol City       | 4 - 1  | -       |
| Macclesfield Town   | 1 - 5  | Worcester City     | 1 - 5  | -       |
| Mansfield Town      | 3 - 2  | Stockport County   | 3 - 2  | -       |
| Northampton Town    | 4 - 2  | Wimbledon FC       | 2 - 2  | 2 - 0   |
| Oxford Utd          | 5 - 2  | Folkestone Invicta | 5 - 2  | -       |
| Plymouth            | 2 - 0  | Exeter City        | 2 - 0  | -       |
| Port Vale           | 0 - 1  | Bradford PA        | 0 - 1  | -       |
| Portsmouth          | 4 - 1  | Hereford Utd       | 4 - 1  | -       |
| Preston N.E.        | 5 - 1  | Shepshed Dynamo    | 5 - 1  | -       |
| Reading             | 1 - 2  | Bishop's Stortford | 1 - 2  | -       |
| Slough Town         | 1 - 0  | Millwall           | 1 - 0  | -       |
| Swindon Town        | 2 - 0  | Wealdstone         | 2 - 0  | -       |
| Tranmere            | 4 - 2  | Scarborough        | 4 - 2  | -       |
| Walsall             | 3 - 0  | Kettering Town     | 3 - 0  | -       |
| Weymouth            | 4 - 3  | Maidstone Utd      | 4 - 3  | -       |
| Wigan               | 1 - 2  | Telford Utd        | 0 - 0  | 1 - 2   |
| Wokingham           | 1 - 4  | Cardiff City       | 1 - 1  | 0 - 3   |
| Workington          | 1 - 2  | Doncaster          | 1 - 2  | -       |
| Worthing            | 2 - 1  | Dartford           | 2 - 1  | -       |
| York City           | 3 - 1  | Bury               | 3 - 1  | -       |

### Secondo turno
| Squadra 1        | Totale | Squadra 2           | Andata | Ritorno |
| ---------------- | ------ | ------------------- | ------ | ------- |
| Altrincham       | 0 - 1  | Huddersfield Town   | 0 - 1  | -       |
| Boston Utd       | 2 - 6  | Sheffield Utd       | 1 - 1  | 1 - 5   |
| Bristol Rovers   | 2 - 3  | Plymouth            | 2 - 2  | 0 - 1   |
| Cardiff City     | 2 - 3  | Weymouth            | 2 - 3  | -       |
| Gillingham       | 3 - 4  | Northampton Town    | 1 - 1  | 2 - 3   |
| Hartlepool Utd   | 1 - 5  | York City           | 1 - 1  | 0 - 4   |
| Mansfield Town   | 3 - 4  | Bradford PA         | 1 - 1  | 2 - 3   |
| Newport County   | 1 - 0  | Leyton Orient       | 1 - 0  | -       |
| North Shields    | 0 - 3  | Walsall             | 0 - 3  | -       |
| Oxford Utd       | 4 - 0  | Worthing            | 4 - 0  | -       |
| Peterborough Utd | 5 - 2  | Doncaster           | 5 - 2  | -       |
| Portsmouth       | 1 - 3  | Aldershot           | 1 - 3  | -       |
| Preston N.E.     | 2 - 1  | Blackpool           | 2 - 1  | -       |
| Scunthorpe Utd   | 2 - 1  | Northwich Victoria  | 2 - 1  | -       |
| Slough Town      | 1 - 4  | Bishop's Stortford  | 1 - 4  | -       |
| Southend Utd     | 3 - 0  | Yeovil Town         | 3 - 0  | -       |
| Swindon Town     | 5 - 3  | Brentford           | 2 - 2  | 3 - 1   |
| Telford Utd      | 3 - 2  | Tranmere            | 1 - 1  | 2 - 1   |
| Northampton Town | 4 - 1  | Carshalton Athletic | 2 - 1  | -       |
| Worcester City   | 2 - 1  | Wrexham             | 2 - 1  | -       |

### Terzo turno
| Squadra 1        | Totale | Squadra 2          | Gara 1 | Gara 2 | Gara 3 |
| ---------------- | ------ | ------------------ | ------ | ------ | ------ |
| Arsenal          | 2 - 1  | Bolton             | 2 - 1  | -      | -      |
| Blackburn        | 1 - 2  | Liverpool          | 1 - 2  | -      | -      |
| Bradford PA      | 0 - 1  | Barnsley           | 0 - 1  | -      | -      |
| Brighton         | 2 - 1  | Newcastle Utd      | 1 - 1  | 1 - 0  | -      |
| Crystal Palace   | 2 - 1  | York City          | 2 - 1  | -      | -      |
| Cambridge Utd    | 1 - 0  | Weymouth           | 1 - 0  | -      | -      |
| Burnley          | 5 - 3  | Carlisle Utd       | 2 - 2  | 3 - 1  | -      |
| Charlton         | 2 - 3  | Ipswich Town       | 2 - 3  | -      | -      |
| Coventry City    | 3 - 1  | Worcester City     | 3 - 1  | -      | -      |
| Derby County     | 2 - 0  | Nottingham Forest  | 2 - 0  | -      | -      |
| Chelsea          | 3 - 1  | Huddersfield Town  | 1 - 1  | 2 - 0  | -      |
| Leeds Utd        | 3 - 0  | Preston N.E.       | 3 - 0  | -      | -      |
| Leicester City   | 2 - 3  | Notts County       | 2 - 3  | -      | -      |
| Luton Town       | 3 - 0  | Peterborough Utd   | 3 - 0  | -      | -      |
| Manchester Utd   | 2 - 0  | West Ham Utd       | 2 - 0  | -      | -      |
| Middlesbrough    | 4 - 3  | Bishop's Stortford | 2 - 2  | 2 - 1  | -      |
| Everton          | 3 - 2  | Newport County     | 1 - 1  | 2 - 1  | -      |
| Northampton Town | 0 - 1  | Aston Villa        | 0 - 1  | -      | -      |
| Norwich City     | 2 - 1  | Swansea City       | 2 - 1  | -      | -      |
| Oldham Athletic  | 0 - 2  | Fulham             | 0 - 2  | -      | -      |
| Torquay Utd      | 3 - 2  | Oxford Utd         | 1 - 1  | 2 - 1  | -      |
| Grimsby Town     | 2 - 0  | Scunthorpe Utd     | 0 - 0  | 2 - 0  | -      |
| Stoke City       | 3 - 2  | Sheffield Utd      | 0 - 0  | 3 - 2  | -      |
| Shrewsbury Town  | 2 - 1  | Rotherham Utd      | 2 - 1  | -      | -      |
| Sheffield Weds   | 4 - 3  | Southend Utd       | 0 - 0  | 2 - 2  | 2 - 1  |
| Manchester City  | 2 - 1  | Sunderland         | 0 - 0  | 2 - 1  | -      |
| Swindon Town     | 7 - 0  | Aldershot          | 7 - 0  | -      | -      |
| Tottenham        | 1 - 0  | Southampton        | 1 - 0  | -      | -      |
| Tranmere         | 0 - 1  | Wolverhampton      | 0 - 1  | -      | -      |
| Birmingham City  | 1 - 0  | Walsall            | 0 - 0  | 1 - 0  | -      |
| West Bromwich    | 3 - 2  | QPR                | 3 - 2  | -      | -      |

### Quarto turno
| Squadra 1      | Totale | Squadra 2       | Gara 1 | Gara 2 | Gara 3 |
| -------------- | ------ | --------------- | ------ | ------ | ------ |
| Arsenal        | 4 - 3  | Leeds Utd       | 1 - 1  | 1 - 1  | 2 - 1  |
| Aston Villa    | 1 - 0  | Wolverhampton   | 1 - 0  | -      | -      |
| Brighton       | 4 - 0  | Manchester City | 4 - 0  | -      | -      |
| Burnley        | 3 - 1  | Swindon Town    | 3 - 1  | -      | -      |
| Crystal Palace | 1 - 0  | Birmingham City | 1 - 0  | -      | -      |
| Cambridge Utd  | 1 - 0  | Barnsley        | 1 - 0  | -      | -      |
| Norwich City   | 4 - 3  | Coventry City   | 2 - 2  | 2 - 1  | -      |
| Derby County   | 2 - 1  | Chelsea         | 2 - 1  | -      | -      |
| Ipswich Town   | 2 - 0  | Grimsby Town    | 2 - 0  | -      | -      |
| Liverpool      | 2 - 0  | Stoke City      | 2 - 0  | -      | -      |
| Luton Town     | 0 - 2  | Manchester Utd  | 0 - 2  | -      | -      |
| Middlesbrough  | 2 - 0  | Notts County    | 2 - 0  | -      | -      |
| Torquay Utd    | 2 - 3  | Sheffield Weds  | 2 - 3  | -      | -      |
| Tottenham      | 2 - 1  | West Bromwich   | 2 - 1  | -      | -      |
| Watford        | 3 - 2  | Fulham          | 1 - 1  | 2 - 1  | -      |
| Everton        | 2 - 1  | Shrewsbury Town | 2 - 1  | -      | -      |

### Quinto turno
| Squadra 1      | Totale | Squadra 2      | Andata | Ritorno |
| -------------- | ------ | -------------- | ------ | ------- |
| Aston Villa    | 4 - 1  | Watford        | 4 - 1  | -       |
| Crystal Palace | 0 - 1  | Burnley        | 0 - 0  | 0 - 1   |
| Cambridge Utd  | 1 - 2  | Sheffield Weds | 1 - 2  | -       |
| Derby County   | 0 - 1  | Manchester Utd | 0 - 1  | -       |
| Everton        | 2 - 0  | Tottenham      | 2 - 0  | -       |
| Middlesbrough  | 3 - 4  | Arsenal        | 1 - 1  | 2 - 3   |
| Norwich City   | 1 - 0  | Ipswich Town   | 1 - 0  | -       |
| Liverpool      | 1 - 2  | Brighton       | 1 - 2  | -       |

### Quarti di finale
| Squadra 1      | Totale | Squadra 2      | Andata | Ritorno |
| -------------- | ------ | -------------- | ------ | ------- |
| Arsenal        | 2 - 0  | Aston Villa    | 2 - 0  | -       |
| Brighton       | 1 - 0  | Norwich City   | 1 - 0  | -       |
| Burnley        | 1 - 6  | Sheffield Weds | 1 - 1  | 0 - 5   |
| Manchester Utd | 1 - 0  | Everton        | 1 - 0  | -       |

### Semifinali
| Squadra 1      | Risultato | Squadra 2      |
| -------------- | --------- | -------------- |
| Brighton       | 2 - 1     | Sheffield Weds |
| Manchester Utd | 2 - 1     | Arsenal        |

### Finale
| Arbitro: | Alf Grey (Great Yarmouth) |

|                           |           |                       |
| Stapleton 55’ Wilkins 72’ | Marcatori | 14’ Smith 87’ Stevens |

| Manchester Utd | Brighton |

| P               | 1  | Gary Bailey      |
| D               | 2  | Mike Duxbury     |
| D               | 3  | Kevin Moran      |
| D               | 6  | Gordon McQueen   |
| D               | 3  | Arthur Albiston  |
| C               | 11 | Alan Davies      |
| C               | 4  | Ray Wilkins      |
| C               | 7  | Bryan Robson (c) |
| C               | 8  | Arnold Mühren    |
| A               | 9  | Frank Stapleton  |
| A               | 10 | Norman Whiteside |
| A disposizione: |    |                  |
| P               | 12 | Ashley Grimes    |
| Allenatore:     |    |                  |
| Ron Atkinson    |    |                  |

| P               | 1  | Graham Moseley    |
| D               | 2  | Chris Ramsey      |
| D               | 6  | Gary Stevens      |
| D               | 5  | Steve Gatting     |
| D               | 3  | Graham Pearce     |
| C               | 11 | Neil Smillie      |
| C               | 4  | Tony Grealish (c) |
| C               | 7  | Jimmy Case        |
| C               | 8  | Gary Howlett      |
| A               | 9  | Michael Robinson  |
| A               | 10 | Gordon Smith      |
| A disposizione: |    |                   |
| C               | 12 | Gerry Ryan        |
| Allenatore:     |    |                   |
| Jimmy Melia     |    |                   |

| Assistenti arbitrali: Colin Downey (Hounslow) John Pardoe (Kidderminster) Quarto ufficiale: John Connock (Bristol) | Regole dell'incontro - due tempi regolamentari da 45 minuti ciascuno; - due tempi supplementari da 15 minuti ciascuno in caso di parità; - ripetizione in caso di parità; - numero massimo di un sostituto a squadra; - una sostituzione permessa. |

#### Replay
| Arbitro: | Grey (Greath Yarmouth) |

|                                                |           |  |
| Robson 25’ 44’ Whiteside 30’ Mühren 62’ (rig.) | Marcatori |  |

| Manchester Utd | Brighton |

| P               | 1  | Gary Bailey      |
| D               | 2  | Mike Duxbury     |
| D               | 3  | Kevin Moran      |
| D               | 6  | Gordon McQueen   |
| D               | 3  | Arthur Albiston  |
| C               | 11 | Alan Davies      |
| C               | 4  | Ray Wilkins      |
| C               | 7  | Bryan Robson (c) |
| C               | 8  | Arnold Mühren    |
| A               | 9  | Frank Stapleton  |
| A               | 10 | Norman Whiteside |
| A disposizione: |    |                  |
| P               | 12 | Ashley Grimes    |
| Allenatore:     |    |                  |
| Ron Atkinson    |    |                  |

| P               | 1  | Graham Moseley   |
| D               | 2  | Steve Gatting    |
| D               | 6  | Gary Stevens     |
| D               | 5  | Steve Foster (c) |
| D               | 3  | Graham Pearce    |
| C               | 11 | Neil Smillie     |
| C               | 4  | Tony Grealish    |
| C               | 7  | Jimmy Case       |
| C               | 8  | Gary Howlett     |
| A               | 9  | Michael Robinson |
| A               | 10 | Gordon Smith     |
| A disposizione: |    |                  |
| C               | 12 | Gerry Ryan       |
| Allenatore:     |    |                  |
| Jimmy Melia     |    |                  |

|  | Regole dell'incontro - due tempi regolamentari da 45 minuti ciascuno; - due tempi supplementari da 15 minuti ciascuno in caso di parità; - ripetizione in caso di parità; - numero massimo di un sostituto a squadra; - una sostituzione permessa. |